# Sage Derby
El Sage Derby es un queso suave, semicurado, con manchas verdes y sabor a salvia. El color procede de esta hierba y a veces se añaden otros colorantes (trigo verde o jugo de espinaca) a la cuajada para obtener el efecto amarmolado y el sutil sabor a hierbas.
Este queso se produjo por primera vez en Inglaterra en el siglo XVII. El Sage Derby solo se hacía en ocasiones festivas, como la cosecha o Navidad, pero actualmente está disponible todo el año.